# Schradera clusiifolia
Schradera clusiifolia är en måreväxtart som först beskrevs av Nathaniel Lord Britton och Paul Carpenter Standley, och fick sitt nu gällande namn av Robert Orchard Williams och Ernest Entwistle Cheesman. Schradera clusiifolia ingår i släktet Schradera och familjen måreväxter. Inga underarter finns listade i Catalogue of Life.